# Baeksang Arts Awards de 2012
A 48ª cerimônia anual do Baeksang Arts Awards foi realizada em 26 de abril de 2012, durante evento realizado no Salão Olimpico Jamil, localizado no Parque Olímpico de Seul, tendo sido apresentado pelo comediante Lee Hwi-jae e a atriz Kim Ah-joong, sua transmição ocorreu através da emissora JTBC.
A lista de indicações foi anunciada no fim do mês de março de 2012. O filme Nameless Gangster: Rules of the Time, recebeu o maior número de indicações totais e venceu a maior honraria da premiação, o Grande Prêmio (Daesang) na categoria filme, nesta mesma categoria, o título Unbowed venceu o prêmio de Melhor Filme. Pela categoria televisão, a série Moon Embracing the Sun da MBC, recebeu o prêmio de Melhor Drama, enquanto Deep Rooted Tree da SBS recebeu o Grande Prêmio (Daesang), ambas as séries, receberam dois prêmios cada uma.

## Vencedores e indicados
Lista completa de indicados e vencedores (este último indicado em negrito).

### Cinema
| Grande Prêmio | Grande Prêmio |
| --- | --- |
| - Nameless Gangster: Rules of the Time | |
| Melhor Filme | Melhor Diretor |
| - Unbowed - Helpless - Punch - Sunny - Nameless Gangster: Rules of the Time | - Im Chan-ik - Officer of the Year - Han Sang-ho - Speckles: The Tarbosaurus - Huh Jong-ho - Countdown - Kim Jung-hwan - Penny Pinchers - Park In-je - Moby Dick                                                                                 |
| Melhor Diretor Revelação | Melhor Roteiro |
| - Byun Young-joo - Helpless - Chung Ji-young - Unbowed - Jeon Kye-soo - Love Fiction - Lee Han - Punch - Yoon Jong-bin - Nameless Gangster: Rules of the Time                                                                                           | - Jeon Kye-soo - Love Fiction - Han Hyeon-geun, Chung Ji-young - Unbowed - Park In-je - Moby Dick - Park Sang-yeon - The Front Line - Yoon Jong-bin - Nameless Gangster: Rules of the Time                                                       |
| Melhor Ator | Melhor Atriz |
| - Ahn Sung-ki - Unbowed como Kim Kyung-ho - Choi Min-sik - Nameless Gangster: Rules of the Time como Choi Ik-hyun - Gong Yoo - The Crucible como Kang In-ho - Kim Yoon-seok - Punch como Lee Dong-ju - Park Hae-il - War of the Arrows como Choi Nam-yi | - Uhm Jung-hwa - Dancing Queen como Jung-hwa - Jung Ryeo-won - Pained como Dong-hyun - Kim Min-hee - Helpless como Kang Seon-yeong/Cha Gyeong-seon - Shim Eun-kyung - Sunny como adolescente Im Na-mi - Son Ye-jin - Spellbound como Kang Yeo-ri |
| Melhor Ator Revelação | Melhor Atriz Revelação |
| - Kim Sung-kyun - Nameless Gangster: Rules of the Time como Park Chang-woo - Joo Won - S.I.U como Kim Ho-ryong - Lee Je-hoon - Architecture 101 como Lee Seung-min - Lee Kwang-soo - Wonderful Radio como Cha Dae-geun                                  | - Suzy - Architecture 101 como Yang Seo-yeon - Go Ara - Papa como June - Kang So-ra - Sunny como a adolescente Ha Chun-hwa - Kim Hye-eun - Nameless Gangster: Rules of the Time como Senhora Yeo - Oh Na-ra - Dancing Queen como Ra-ri           |
| Ator Mais Popular | Atriz Mais Popular |
| - Jang Keun-suk - You're My Pet como Kang In-ho | - Kang So-ra - Sunny como a adolescente Ha Chun-hwa |

### Filmes com múltiplas indicações
| Indicações | Filme                                |
| ---------- | ------------------------------------ |
| 7          | Nameless Gangster: Rules of the Time |
| 4          | Sunny                                |
| 4          | Unbowed                              |
| 3          | Helpless                             |
| 3          | Punch                                |
| 2          | Architecture 101                     |
| 2          | Dancing Queen                        |
| 2          | Love Fiction                         |
| 2          | Moby Dick                            |

### Filmes com múltiplos prêmios
| Prêmios | Filme                                |
| ------- | ------------------------------------ |
| 2       | Architecture 101                     |
| 2       | Nameless Gangster: Rules of the Time |
| 2       | Unbowed                              |

### Televisão
| Grande Prêmio | Melhor Drama |
| --- | --- |
| - Deep Rooted Tree | - Moon Embracing the Sun (MBC) - Brain (KBS) - Deep Rooted Tree (SBS) - The Greatest Love (MBC) - The Princess' Man (KBS2) |
| Melhor Programa de Entretenimento | Melhor Programa Educacional |
| - Gag Concert (KBS2) - 1 Night, 2 Days (KBS2) - I Am a Singer (MBC) - Jjak (SBS) - K-pop Star (SBS) | - Civilization and Mathematics (EBS) - KBS Science Project – Exploration of Human: Memory - Christmas Special SBS Special Miracle Harmony - Tears of the Antarctic - Dharma                                                                                               |
| Melhor Diretor | Melhor Roteiro |
| - Kim Jung-min, Park Hyun-suk – The Princess' Man - Jang Tae-yoo – Deep Rooted Tree - Kim Do-hoon, Lee Sung-jun - Moon Embracing the Sun - Noh Do-chul – Twinkle Twinkle - Yoo Hyun-ki, Song Hyun-wook – Brain                                                                       | - Kim Young-hyun, Park Sang-yeon – Deep Rooted Tree - Choi Wan-kyu – Lights and Shadows - Hong Mi-ran, Hong Jung-eun – The Greatest Love - Jo Jung-joo, Kim Wook – The Princess' Man - Yoon Kyung-ah – Brain                                                              |
| Melhor Ator | Melhor Atriz |
| - Kim Soo-hyun – Moon Embracing the Sun como Rei Lee Hwon - Cha Seung-won – The Greatest Love como Dokko Jin - Han Suk-kyu – Deep Rooted Tree como Rei Sejong - Park Si-hoo – The Princess' Man como Kim Seung-yoo - Shin Ha-kyun – Brain como Lee Kang-hoon                         | - Gong Hyo-jin – The Greatest Love como Goo Ae-jung - Kim Hyun-joo – Twinkle Twinkle como Han/Hwang Jung-won - Kim Sun-a – Scent of a Woman como Lee Yeon-jae - Moon Chae-won – The Princess' Man como Lee Se-ryung - Soo Ae – A Thousand Days' Promise como Lee Seo-yeon |
| Melhor Ator Revelação | Melhor Atriz Revelação |
| - Joo Won – Ojakgyo Family como Hwang Tae-hee - Kang Dong-ho – Twinkle Twinkle como Kang Dae-beom - Park Yoon-jae – Iron Daughters-in-Law como Moon Shin-woo - Park Yu-hwan – A Thousand Days' Promise como Lee Moon-kwon - Yeo Jin-goo – Moon Embracing the Sun como Lee Hwon jovem | - Uee – Ojakgyo Family como Baek Ja-eun - Im Soo-hyang – New Tales of Gisaeng como Dan Sa-ran - Jeong Yu-mi – A Thousand Days' Promise como Noh Hyang-gi - Kang So-ra – Dream High 2 como Shin Hae-sung - Kim Yoo-jung – Moon Embracing the Sun como Heo Yeon-woo jovem   |
| Ator Mais Popular | Atriz Mais Popular |
| - Park Yoochun – Miss Ripley como Song Yoo-hyun / Yutaka | - Park Shin-hye – Heartstrings como Lee Gyu-won |
| Melhor Artista de Variedades – Masculino | Melhor Artista de Variedades – Feminino |
| - Kim Jun-hyun – Gag Concert - Kim Gu-ra – Radio Star - Kim Byung-man – Law of Jungle - Lee Jong-suk – High Kick: Revenge of the Short Legged - Choi Hyo-jong – Gag Concert | - Park Ha-sun – High Kick: Revenge of the Short Legged - Song Ji-hyo – Running Man - Shin Bo-ra – Gag Concert - Kyeong-mi Jeong – Gag Concert - Jung Ju-ri – Strong Heart                                                                                                 |

### Programas com múltiplas indicações
| Indicações | Programa de Televisão                  |
| ---------- | -------------------------------------- |
| 5          | Deep Rooted Tree                       |
| 5          | Gag Concert                            |
| 5          | Moon Embracing the Sun                 |
| 5          | The Princess' Man                      |
| 4          | Brain                                  |
| 4          | The Greatest Love                      |
| 3          | A Thousand Days' Promise               |
| 3          | Twinkle Twnkle                         |
| 2          | High Kick: Revenge of the Short Legged |
| 2          | Ojakgyo Family                         |

### Programas com múltiplos prêmios
| Prêmios | Programas de Televisão |
| ------- | ---------------------- |
| 2       | Deep Rooted Tree       |
| 2       | Gag Concert            |
| 2       | Moon Embracing the Sun |
| 2       | Ojakgyo Family         |